# デュアン・オールマン
ハワード・デュアン・オールマン（Howard Duane Allman、1946年11月20日 − 1971年10月29日）は、アメリカのミュージシャン、ギタリスト。
弟のグレッグ・オールマンらと結成したオールマン・ブラザーズ・バンドのリーダー、リードギタリストとして活動。セッション・ミュージシャンとしても知られ、キング・カーティスや アレサ・フランクリンをはじめ、数多くのミュージシャンの作品に参加した。デレク・アンド・ザ・ドミノスのアルバム『いとしのレイラ』ではギタリストとして重要な役目を果たしている。彼のスライドギターによる即興的な演奏は、多くのミュージシャンに多大な影響を与えたが、1971年に交通事故死した。24歳没。名前はデュアンよりも「ドウェイン」とする方が原語の発音に近い。愛称は「スカイドッグ」。
「ローリング・ストーンの選ぶ歴史上最も偉大な100人のギタリスト」において2003年は第2位、2011年の改訂版では第9位。

## 経歴

### 幼年時代
テネシー州ナッシュヴィル生まれ。デュアンが3歳の頃、家族でヴァージニア州ノーフォークに移住。父のウィリスはアメリカ陸軍の軍人であったが強盗に殺害された（犯人は家族がノーフォークに移り住んだその日に知り合った退役軍人であった）。母親のジェラルディンと子供達は一旦ナッシュビルに戻り、1957年にはフロリダ州デイトナビーチに引っ越した。
10代の頃、弟グレッグが弾いていたギターに興味を向けるようになった（グレッグは隣人がカントリーミュージックを弾いているのを聴き、ギターを手に入れていた）。デュアンが13歳の頃には兄弟でチャック・ベリーの曲などを人前で演奏するようになった。
1959年に兄弟でナッシュビルの親戚を訪ねた時、彼らはB.B.キングが出演したロックンロール・ショーを観に行き、すぐにブルースの魅力に取り憑かれた。

### オールマン・ジョイスとアワーグラス
1961年、オールマン兄弟は本格的な演奏活動を開始、いくつかの地元バンドに参加したり、自らバンドを組んだりした。まもなくデュアンは高校を辞め、家でギターの練習に集中した。彼らはエスコーツなるバンドを結成し、後にオールマン・ジョイスと改名する。1965年、グレッグが高校を卒業したあと、オールマン・ジョイスは南東部のナッシュビル、セントルイスなどを拠点に演奏活動を続け、バンドはさらにアワーグラスと改名。アワーグラスは1967年にロサンゼルスに本拠を移した。ここで2枚のアルバムを制作したが、満足のゆくものではなかった。当時彼らが所属していたリバティ・レコード (Liberty Records) は、アワーグラスをポップ・バンドとして売り出そうとし、よりブルース志向の演奏がしたいバンドの要望を無視した。アワーグラスの曲のいくつか（「Duane Allman Anthology」と同vol.II、またオールマン・ブラザーズ・バンド「Dreams」に収録されている）は、リバティから発売されたものとは根本的に違っている。デュアンのギタープレイは、1960年代の様々なアルバムに収録されており、これらの中には後にオールマン・ブラザーズ・バンドで陽の目を見る堂々とした存在感が表れている。
タジ・マハールの演奏やブラインド・ウィリー・マクテルの「ステイツボロ・ブルース」、ジェシ・エド・デイヴィスを聴いて、彼はスライドギターをレパートリーに加えた。スライドギターは後にオールマン・ブラザーズ・バンドのトレードマークになった。スライド演奏の際、彼は薬の空ビンを指にはめた。このスタイルは後にロリー・ギャラガーやデレク・トラックス、レーナード・スキナードのゲイリー・ロッシントンらが採り入れた。
1968年にアワー・グラスは解散。デュアンとグレッグはフロリダに戻り、フォーク・ロックのスタジオ 31st of February でデモ・セッションを行った。31st of February にはドラマーのブッチ・トラックスがいた。グレッグはアワーグラスの契約を果たすためにカリフォルニアに戻り、その間にデュアンは1ヶ月間フロリダを回ってジャムをしたが、バンドは作れなかった。

### スタジオミュージシャン
デュアンの演奏は、アワーグラスの2枚のアルバムとアラバマ州マッスルショールズのフェイム・スタジオで1968年初めに録られたアワーグラス・セッションに収められ、フェイムのオーナーであるリック・ホールの耳に入った。1968年11月、ホールはウィルソン・ピケットのアルバム・レコーディングのためにデュアンを雇った。その際、デュアンはビートルズの「ヘイ・ジュード」をカバーすることを提案し、プロデューサーのホールは反対したが、ウィルソンはデュアンの演奏を気に入りレコーディングを実施、同曲はウィルソンのアルバムタイトルにもなった。ちなみにデュアンのニックネーム「スカイドッグ（Skydog）」は、このレコーディング時にウィルソンがデュアンの演奏を賞賛して呼んだ「Skyman」と、元々その容姿から呼ばれていた「Dog」をブレンドしたものと伝えられている。このアルバム『ヘイ・ジュード』の演奏をきっかけに、デュアンはマッスルショールズのフルタイム・スタジオミュージシャンとして雇われることになり、エリック・クラプトンらと知り合う。
『ヘイ・ジュード』におけるデュアンの演奏は、アトランティック・レコードのプロデューサーで経営者のジェリー・ウェクスラーを驚愕させた。リック・ホールからデュアンの演奏を聴かされたウェクスラーはアトランティックのR&Bアーティスト達とのセッションに彼を使いたがった。デュアンはこれ以外にも数多くのアーティストの作品に参加して注目を集めた（クラレンス・カーター、キング・カーティス、アレサ・フランクリン、オーティス・ラッシュ、パーシー・スレッジ、ジョニー・ジェンキンス、ボズ・スキャッグス、デラニー&ボニー、ジャズフルート奏者のハービー・マンなど）。『ヘイ・ジュード』を録音した後すぐに、ボズ・スキャッグスの『ボズ・スキャッグス&デュアン・オールマン』に参加した。初めてのアレサ・フランクリンとのセッションのために、彼はニューヨークへ旅立った。
1969年2月、フィルモア・イーストでジョニー・ウィンターのステージを観る。その時、デュアンはマッスルショールズの同僚でギタリストのジミー・ジョンソンに対し、「1年後に自分はあのステージに立つだろう」と語った。オールマン・ブラザーズ・バンドは、実際その年の12月にフィルモアで演奏した。

### オールマン・ブラザーズ・バンドの結成
デュアンはフルタイムのスタジオ・ミュージシャンの仕事に不満を感じるようになった。マッスルショールズでの数ヶ月は決して無駄ではなかったが、偉大なアーティストやプロ・ミュージシャンとのレコーディング以外は、自分の演奏に磨きをかけるため、湖のほとりに借りた小屋で多くの時間をひとりで過ごした。フェイム・スタジオではR&B・ジャズドラマーのジェイモ・ジョハンソンに出会う（ジェイモは、故オーティス・レディングのマネージャー、フィル・ワルデンの強い勧めでデュアンに会いにやって来た）。デュアンとジェイモはシカゴ生まれのベーシスト、ベリー・オークリーをフロリダから呼び寄せ、3人でセッションを始めた。しかしベリーはすでに自分のバンドで活動しており（このバンドには、ディッキー・ベッツがいた）、フロリダへ戻って行った。
デュアンはジェイモとともにフロリダのジャクソンビルに戻り、ブッチ・トラックスの下に移り住んだ。すぐにこの3人に加え、ディッキー・ベッツとベリー・オークリー、リーズ・ワイナンズが参加。ボーカル兼キーボードとしてロサンゼルスから戻ったグレッグが加わり、1968年3月末、オールマン・ブラザーズ・バンドが結成された（ワイナンズは後にスティーヴィー・レイ・ヴォーン&ダブル・トラブルと一緒に活動したオルガン奏者としてよく知られるようになった）。わずかなリハーサルとギグの後、6人組はジョージア州メイコンに移り、4月にはウォーデンにほど近いカプリコーン・サウンド・スタジオに移った。メイコンに住んでいる間に、デュアンはドナ・ローズマンと出会い子供ももうけた。しかしほどなく彼らの関係は終りを告げた。

### 成功、いとしのレイラ、フィルモア・イースト
オールマン・ブラザーズ・バンドは、1970年代の最も影響力あるバンドのひとつとなった。ローリング・ストーン誌のジョージ・キムボールは1971年、オールマン・ブラザーズ・バンドを「過去5年間に現れたこの国のベスト・バンド」と評している。数ヶ月のリハーサルとギグ（この中には、メイコン・セントラル・シティ・パークとアトランタ・ピードモント・パークのフリーライブも含まれる）の後、1969年9月にニューヨークで1stアルバムのレコーディングを開始、2か月後に『オールマン・ブラザーズ・バンド』としてリリースした。ハードなツアーの中盤、2ndアルバムのレコーディングをメイコン、マイアミ、ニューヨークなどで進めた。大部分がトム・ダウドによってプロデュースされた2nd『アイドルワイルド・サウス』は1970年夏に発売された。
オールマン・ブラザーズ・バンドがマイアミでコンサートを行った際、デュアンはエリック・クラプトンの『いとしのレイラ』に参加するチャンスを得た（クラプトンは長い間デュアンとの共演を切望しており、当時マイアミでトム・ダウドと「レイラ」の作業を始めたばかりであった）。ダウドはクラプトンにオールマン・ブラザーズのコンサートを観に行くよう強く勧め、ここでクラプトンとデュアンは知り合った。2人はライブ終了後スタジオに戻り、夜を徹してジャム・セッションを続け、デュアンとクラプトンはすぐに信頼関係を築いた。デュアンは数多くのアーティストのアルバムに参加したが、クラプトンとの共演は彼の最もよく知られた作品のひとつになった。デュアンはクラプトンからメンバーになるよう誘われたが、彼はオールマン・ブラザーズ・バンドを離れることはなかった。彼は、デレク・アンド・ザ・ドミノスとは一緒にツアーをしなかったが、1970年12月1日にカーティス・ヒクソン・ホールで、後日オノンダガ・カウンティー・ワー・メモリアルで彼らと共演した。
デュアンはインタビューに答え、『いとしのレイラ』において誰が何を弾いているのか聴き分ける方法を述べている。それによるとクラプトンが弾いているのはフェンダーのパート、自分が弾いているのはギブソンのパート。フェンダーは sparklier sound で、ギブソンはもっと全体がかん高い音に傾いている (full - tilt screech)。
1971年3月、オールマン・ブラザーズ・バンドは『フィルモア・イースト・ライヴ』を録音した。このアルバムは、あらゆるライブ・アルバムの中でも偉大な作品のひとつである。デュアンはその後も出来る限り他のアーティストのレコーディングに参加した。彼の伝記「Skydog」によると、彼は前触れなくスタジオを訪れ、そこで行われている他人のレコーディングに飛び入りで参加するという癖があった。彼は報酬は受け取ったが、レコードのクレジットに名前を載せなかった。そのため、彼の参加作品を完全に把握するのは事実上不可能である。

### 死
『フィルモア・イースト・ライヴ』が夏に発売され、バンドに初めての成功がもたらされたわずか数ヶ月後の10月29日、メイコンでの休暇中にデュアンはハーレーダビッドソンを運転中、目の前で急停止したトラックをよけようとして衝突、バイクから投げ出された。その後病院に運ばれたものの内臓損傷により数時間後に死亡した。25歳の誕生日を数週間前にしての事故であった。
遺体はジョージア州メイコンにあるローズヒル墓地内のソルジャースクウェアに埋葬されている。

### 死後
デュアンの葬儀から数週間喪に服した後、残された5人のメンバーはオールマン・ブラザーズ・バンドの存続を決めた。彼らはライブを再開し、デュアンの死によって中断していたレコーディングを終わらせた。1972年2月に発売された『イート・ア・ピーチ』は2枚組でライブ曲とスタジオ曲が収録されている。1枚目のA面はデュアン抜きの5人によるレコーディング、1枚目のB面に収められた「Mountain Jam」は「At Fillmore East」の収録日に近い3月中に録音された。このアルバムのタイトルは、デュアンが生前インタビューで発した言葉を元に名付けられた（「革命 (revolution) なんてないよ、発展 (evolution) があるだけだ。だけどいつでもオレはジョージアにいて、平和のために桃を食べるのさ (I eat a peach for peace)。」）
デュアンの様々な仕事は、彼の死後カプリコーンから発売された『Duane Allman: An Anthology』 (1972年)、『Duane Allman: An Anthology Vol. II』 (1974年) で聴くことができる
1973年、ミシシッピ州ヴィックスバーグ近くの州間高速道路20号に沿って、何人かのファンが砂岩の土手に大きな文字で「REMEMBER DUANE ALLMAN」と彫り、その写真がローリング・ストーン誌に公開された。彫られた文字は10年以上そのまま残った。
1998年、ジョージア州議会はデュアンに敬意を表して、メイコンの州幹線道路19を「デュアン・オールマン大通り」にする案を可決した。
デュアンは一般に平和主義者と見なされ、バンドの仲間達からも尊敬されていた。10代の頃から成人になるまでずっとヒッピーで、「ロード・オブ・ザ・リング」や政治、哲学の本や詩集などを熱心に読んだ。彼はロード・オブ・ザ・リングに登場するエルフの名前をもじって、子供にガラドリエル（Galadrielle）と名付けた。彼は十分な教育を受けていなかったが、そんな彼について機材運搬やバンドマネージャーとして彼と付き合ったウィリー・パーキンズは、「デュアンは自分のことを、読書や旅から獲得した知識を持つ『路上の学者 (roads scholar)』と呼んでいたんだよ」と述べている。
デュアンが愛用したギターは、ロンドンのハードロックカフェに保管されている。
娘のガラドリエル・オールマンは2013年にデュアンの演奏129曲を集めたアンソロジー・ボックス『Skydog: The Duane Allman Retrospective』を共同監修／プロデュースした。また2014年には生前のデュアンを知る人々への取材をもとに伝記『Please Be with Me: A Song for My Father, Duane Allman』を上梓した。

## ディスコグラフィ

### リーダー・アルバム
いずれも没後編集のコンピレーション・アルバム。
- 『アンソロジー』 - An Anthology（1972年）
- 『アンソロジーVol.2』 - An Anthology Volume II（1974年）

### アワー・グラス
- Hour Glass（1967年）
- Power of Love（1968年）

### オールマン・ブラザーズ・バンド
- 『オールマン・ブラザーズ・バンド』 - The Allman Brothers Band（1969年）
- 『アイドルワイルド・サウス』 - Idlewild South（1970年）
- 『フィルモア・イースト・ライヴ』 - At Fillmore East（1971年）
- 『イート・ア・ピーチ』 - Eat a Peach（1972年）※6曲に参加

### 主なセッション参加作品
ウィルソン・ピケット
- 『ヘイ・ジュード』 - Hey Jude（1969年）

キング・カーティス
- 『インスタント・グルーヴ』 - Instant Groove（1969年）

ボズ・スキャッグス
- 『ボズ・スキャッグス&デュアン・オールマン』 - Boz Scaggs（1969年）

クラレンス・カーター
- 『ザ・ダイナミック・クラレンス・カーター』 - The Dynamic Clarence Carter（1969年）

オーティス・ラッシュ
- 『モーニング・イン・ザ・モーニング』 - Mourning in the Morning（1969年）

アーサー・コンリー
- 『モア・スウィート・ソウル』 - More Sweet Soul（1969年）

ジョン・ハモンド・ジュニア
- 『サザン・フライド』 - Southern Fried（1969年）

ルル
- 『ニュー・ルーツ』 -  New Routes（1970年）

アレサ・フランクリン
- 『ジス・ガールズ・イン・ラヴ・ウィズ・ユー』 - This Girl's in Love with You（1970年）
- 『スピリット・イン・ザ・ダーク』 - Spirit in the Dark（1970年）

デラニー&ボニー
- 『デラニーよりボニーへ』 - To Bonnie from Delaney（1970年）
- 『モーテル・ショット』 - Motel Shot（1971年）
- 『D&Bトゥゲザー』 - D & B Together（1972年）

デレク・アンド・ザ・ドミノス
- 『いとしのレイラ』 - Layla and Other Assorted Love Songs（1970年）

ローラ・ニーロ
- 『魂の叫び』 - Christmas and the Beads of Sweat（1970年）

ハービー・マン
- 『プッシュ・プッシュ』 - Push Push（1971年）

## 著書
- 『ザ・ロック・レクイエム』宝島編集部